# مفطورة منوية الشعبة
مفطورة منوية الشعبة (بالإنجليزية: Mycoplasma spermatophilum)‏ هي نوع من البكتيريا، سلبية الغرام، تتبع المفطورة.